# Отношения между Азербайджан и Турция
Турция и Азербайджан винаги са поддържали много здрави взаимоотношения, често описвани от бившия президент на Азербайджан Гейдар Алиев като една нация в две държави.
Това се дължи на близката им култура, история и взаимната разбираемост между турския и азербайджанския език. Турция е първата страна в света, която признава азербайджанската независимост от 1991 г. Тя е верен поддръжник на Азербайджан в усилията му да утвърди своята независимост, да защитава териториалната си цялост и да осъществи своя нарастващ икономически потенциал чрез богатите природни находища в Каспийско море. Двете страни споделят малка, осем километрова, обща граница чрез реката Аракс, която разделя Турция от Нахичеванската автономна република.

## Съвременни взаимоотношения

### След азербайджанската независимост
Основна статия: Нагорнокарабахски конфликт
Етническият сблъсък между Азербайджан и съседна Армения избухва малко след като парламентът на Нагорни Карабах, автономна област в Азербайджан, гласува за обединяването на района с Армения на 20 февруари 1988 г. Арменските опити за обединение с Карабах, които се множат в края на 80-те, започват чрез относително мирен подход. В крайна сметка, с приближаващото разпадане на Съветския съюз, спорът постепеннео прераства в насилствен конфликт между етнически групи в Нагорни Карабах, а резултатът е етническо прочистване и от двете страни. Обявяването на прекратяване на огъня от страна на Азербайджан е крайният резултат от този териториален конфликт. Следвайки резолюцията на Съвета за сигурност на ООН от 6 април 1993 г. за незабавното изтегляне на арменските сили от областта Келбайар, Турция се присъединява към Азербайджан в налагането на пълно икономическо ембарго върху Армения и също така затваря границата между двете страни.Крис Морис. Впоследствие тя остава затворена като Турция настоява за арменското изтегляне от Нагорни-Карабах и от още 7 заобикалящи в съседство, азербайджански окръга. Освен това Турция поставя това си искане като условие за установяване на дипломатически отношения с Армения.

### Преговори и икономическо сътрудничество
Турция се придържа към [Минската група към Организация за сигурност и сътрудничество в Европа] като механизъм за разрешаване на спора за Нагорни Карабах. Тя възприема областта като основна част от Азербайджанската териториална цялост, не признава реално независимата република Нагорни-карабах, появила се след конфликта, а единствено поддържа някои непреки, двустранни разговори между Армения и Азербайджан. През 2002 г. в Рейкявик и през 2004 г. в Истанбул, турската държава предприема тристранно обсъждане между външните министри на Азербайджан, Армения и Турция в опит да се разреши продължаващия конфликт. Дипломатическите усилия в тази посока обаче са затруднени от вътрешното напрежение между Армения и Турция около признаването на Арменския геноцид и продължаващата блокада на страната. Това довежда до заобикаляне на арменската територия от важни инфраструктурни проекти.
Азербайджан и Турция развиват впоследствие своите културни и езикови връзки, а също така и образуват силно икономическо партньорство, което предвижда споразумение Турция да купува азербайджански природен газ. Двете страни си сътрудничат с общия си съсед Грузия в инфраструктурни проекти като нефтопровода Баку-Тбилиси-Джейхан, Южно-Каквказки нефтопровод, железопътната линия Карс-Тбилиси-Баку и предлаганият Транс-Анадолски газопровод. Всеки едн от въпросните проекти заобикаля Армения, независимо от разведряването в отношенията между Ереван и Анкара и прави останалите страни ключови играчи в енергийната сигурност на Европа. Както отбелязва кореспондентът на Би Би Си Крис Морис в материала „Новата Турция“ (списание „Гранта“, 2005), Турция изпитва недостиг на основните, природни суровини от индустриалната епоха – нефт и газ. Поради това, тя трябва бързо да повиши своите енергийни доставки. Близостта и с Азербайджан, Каспийския район, Централна Азия, а също така и с Близкия изток и позволява да запази една нова, ключова роля, а именно „свързващото звено“ във веригата между новите доставчици на различни, природни богатства и потребителските общества в Европа, Америка, а и по-далеч.
Илхам Алиев посети Турция през 2003 г. по повеля на своя болен баща Хейдар Алиев, малко след първото си стъпване на политическата сцена. По онова време посещението се изтълкува като знак на подкрепа от страна на турския министър-председател Реджеп Тайип Ердоган.

### Военно сътрудничество
Военното сътрудничество между Азербайджан и Турция се появява за пръв път през 1992 когато правителствата на двете страни сключват споразумение за военно обучение. От тогава двете съседни държави работят в особена близост по отношение на отбраната и сигурността.
През юни 2010 г. азербайджанската военна компания Азерсимтел обявява, че е постигнала договореност с Турската механикова и химическо-индустриална корпорация за пускане в ход на свързани военни съоръжения. Според министъра на отбраната на Турция Веджди Гьонюл, турската военна помощ за Азербайджан е надхвърлила 200 млн. долара. След първия етап от производството компанията е очаквала да снабди с бойно въоръжение Азербайджанските военни сили.
През декември 2010 г. двете държави подписват серия от договори, които ги правят гаранти един на друг при военно нападение от трета страна. Договора позволява прилагането на размяна на инструменти за ратификация и има давност 10 години. В допълнение, срокът може да бъде увеличен на още 10 години, ако през последните 6 месеца не е обнародван край на договора.
Повече от 20 турски, индустриални компании в областта на отбраната установяват сътрудничество и поддържат търговски връзки с Азербайджан.
На 29 януари 2013 г. ТАКМ(Организация на евразийските агенции за военно правоприлагане) е образувана като междуправителствена организация за военно правоприлагане от три тюркси държави (Азербайджан, Киргизстан, Турция) и Монголия

### Военната база в Нахичеван
Азербайджанската военна доктрина допуска чужди военна бази в страната и този факт дава път на спекулациите, че Турция може да разположи свои войски в Нахичеванската област и в азербайджанските анклави заобиколени от Турция и Армения. Азербайджан поддържа база в Нахичеван, която е получила силна подкрепа от Турция в миналото, но по отношение на анклавите няма налична информация за текущия обхват на военно сътрдничество между двете страни.

## По-скорошни взаимоотношения

### Арменско-турския дипломатически напредък
На 9 април 2009, в навечерието на официалното посещение на американския президент Барак Обама в Турция, източници от Анкара и Ереван обявиха, че скоро може да бъде сключена сделка за отваряне на границата между двете държави и за размяна на дипломатически представителства.
Това предизвика притеснения сред азербайджански и турски националисти, според които, вдигането на дългогодишната блокада би могло да повлияе неблагоприятно върху продължаващите преговори относно спора за Нагорни-Карабах. Представителят на азербайджанското външно министерство първоначално обяви, че е твърде рано да се обсъждат стъпките, които неговата страна би предприела като ответна мярка, но азербайджанският президент Илхам Алиев бойкотира в знак на протест начинанието на ООН – Събирането на цивилизациите, провело се на 6 и 7 април в Истанбул и предприе бързо посещение в Русия. Действията му подбудиха спекулации в турската преса, че Азербайджан е получил изопачена информация през руски канали относно съдържанието на турско-арменските разговори.
Предизвикано бе и сгорещено обсъждане в турския парламент. Водачът на Партията на националното движение Девлет Бахчели сподели „основателните“ тревоги на азербайджанския народ, предупреждавайки правителството: „Вашето сближаване с Армения накърнява нашето достойнство“. Водачът на Републиканската народна партия Дениз Байкал също попита: „Как можем да пренебрегваме продължаващата окупация на Азербайджан, след като двете партии изпращат делегации в Баку, а азербайджански политици са посрещани в Анкара?
Турският министър-председател Реджеп Тайип Ердоган се опита да успокои притесненията като обяви, че ако Армения и Азербайджан не подпишат протокол за Нагорни-Карабах, Турция няма да подпише окончателно, обвързващо споразумение с Армения. „Ние извършваме предварителна дейност, но всичко определено зависи от разрешаването на Нагорно-Карабахския конфликт“. По време на събиране на Организация за черноморско икономическо сътрудничество на 15 април в Ереван урският външен министър Али Бабаджан поясни в изявления към „Съвета на външните министри“: „Ние търсим решение, в което всеки е победител и не твърдим, че трябва да се реши първо единия, а после другия проблем. Желам да започне едновременен процес между Армения и Азербайджан и наблюдаваме от близо разговорите между тези две страни“ Азербайджанският външен министър Мамад Гулиев отговори, че решението на проблемите между Турция и Армения трябва да бъде обвързано с решението за спора между Азербайджан и Армения и азрбайджанците очакват, че Турция ще защити техните интереси.
Международна кризисна група публикува доклад с по-умерено становище: „Политизираният спор дали да се признае за геноцид изтребването на голяма част от арменското население в Османската империя и достигналият патова ситуация конфлкт между Армения и Азербайджан за „Нагорни-Карабах“ не бива да прекъсват импулса. Заявяваме, че нерешаването на конфликта между Армения и Азербайджан рискува да разклати пълното приемане и изпълняването на потенциалния пакет от сделки между Армения и Турция. Двустранното разведряне на отношенията между Турция и Армения би могло веднага да помогне на Баку да възстанови контрола върху територията повече от колкото в сегашното положение."

### Временна Арменско-туркса пътна карта
Когато обявяването на временна пътна карта на 22 април 2009 година е прието за успокояване на Арменско-турските взаимоотношения, едва ли спорният въпрос за Нагорни Карабах е бил част от споразумението.
Според становище на кабинета на турския президент Абдуллах Гюл, след обявяването, той е предприел телефонен разговор със своя колега Илхам Алиев, наблягайки на важността от „солидарност и сътрудничество“ между двете нации и на регионалната стабилност. В изказване пред пресата на 23 април, той отново потвърди задължението да се намери решение за проблемната област, зявявайки: „Постигнахме безпрецедентно дипломатическо раздвижване, което обхваща не само Армения, Турция и Азербайджан, но и Русия, САЩ и ЕС. Ако всички тези усилия доведат до положителна развръзка, Армения, Турция, Азербайджан и целият регион ще спечелят.“
Азербайджанският посланик в Турция Закир Хашимов потвърди, че между Азербайджан и Турция няма криза в отношенията вследствие на обявеното отваряне на арменско-турската граница и приветства повторните уверения от страна на турските министър-председател и президент. Той обаче изрази своята държавна позиция, че намерението за отваряне на границата би било приемливо само, ако Армения се изтегли от 5 от 7-те заобикалящи Нагорни-Карабах области (включително и стратегически важния земен коридор Лахин) и впоследствие да се даде съгласие за разисквания относно останалите 2 области и евентуално върху цялостния статут на Нагорни-Карабах.

### Дипломатическо напрежение
На 25 април 2009 г. според доклади, цитирани от президента на СОКАР (Държавната азербайджанска нефтена компания) Ровнаг Абдулаев, действащото споразумение за доставка на природен газ от Азербайджан към Турция е изтекло и предстоят разговори за нови цени. Реджеп Тайип Ердоган на свой ред отвърна: „Нямам такава информация. И все пак, ако бяха повишили цената, на основата на кои факти щяха да го направят? Едно подобно повишаване, в момент когато световните цени на петрола се понижават, би било, разбира се, прието като провокация. Тези факти ще бъдат взети под внимание и ще бъдат предприети съответните стъпки.“ В крайна сметка турският енергиен министър Хилми Гюлер заяви след проведените разговори: „Тези доклади не представляват истина. Проведох срещи с азербайджанската страна в продължение на два дни. Подобно нещо не е обявявано. Няма да има повишаване на цената, ние имаме договор, така че това не може да се случи."
На 4 май азербайджанският заместник-министър на външните работи Арза Азимов пътува до Анкара, за да се срещне с новия Министър на външните работи на Турция Ахмед Давутоглу (негова първа официална среща от встъпването му в длъжност на 2 май) и със заместник-главния секретар на външните работи Ертугрул Апакан. Разговорите имат за цел да успокоят дипломатическото напрежение и да изтъкнат важността на двустранните отношения.
На 6 май новият турски енергиен министър обяви: „Енергията ще изиграе ускорителна роля в отношенията между Азербайджан, Армения и Турция към по-положително равнище и ние нямаме планове да забавяме проектите с Азербайджан. Също така президеннтът на БОТАШ Салтук Дюзул води делегация в Баку за да обсъди цената на газа, бъдещите инфраструктурни проекти и да поиска допълнителни 8 млрд. м3 азербайджански газ за нуждите на местния, турски пазар.
Вследствие установеното обтягане на отношенията, Минската група за мир към ОССЕ организира на 7 май среща между арменския президент Серж Саркисян и азербайджанския Алиев в американското посолство в Прага. Срещата представлява допълнителна линия към Конференцията за Източно сътрдничество на Европейския съюз. Резултатът беше: „Не особен напредък.“ Турският президент Гюл се срещна поотделно с двамата държавни глави, за да предложи четиристранни разговори относно конфликта, включващи и Русия по време на следващия икономически форум в Санкт Петербург през месец Юли.
На 9 май, по време на пряко излъчване по турската телевизия ТРТ Ердоган потвърди, че няма проблем в двустранните отношения между Турция и Азербайджан. Той каза, че временната пътна карта с Армения е обвързана с разрешаването на „Нагорно – Карабахския“ конфликт:“Тук съществува непосредствена връзка. Ние затворихме вратите и причината беше окупацията, Ако този проблем изчезне, нека и границата бъде отоврена.

### Посещение на турския министър-председател в Баку през 2009 г.
На 13 май турският министър-председател направи посещение в Баку, потвърждавайки обтегнатите връзки между двете страни. В делегацията му бяха още: министърът на енергетиката Танер Ялдъз, външният министър Ахмет Давутоглу, министърът на външнотърговските отношения Зафер Чаглаян, транспортният министър Бинали Ялдъръм и министърът на културата и туризма Ертугрул Гюнай. относно съдържанието на турско-арменските разговори.
В съвместна пресконференция с президента на Азербайджан Алиев, Ердоган потвърди: „Става въпрос за взаимоотношения на причината и ефекта. Окупацията на Нагорни-Карабах е причината, а затварянето на границата е ефектът. Границата няма да бъде отворена, без оттегляне на окупацията." От своя страна Президентът Алиев отговори:“Не би могло да има по-ясен отговор от този, нашите съмненията вече изчезнаха.“ По отношение на цената на газа Ердоган отбеляза: „Аз не мога да кажа, дали цената е справедлива. Ще проведем разговори, за да останем сигурни, че тя е такава."
В изказване към арменския парламент, той припомни, че Турция и Азербайджан са една нация в две страни и допълни: „Някой доклади твърдят, че Турция се е отказала от Нагорни-Карабах с цел да нормализира отношенията си с Армения. Това е пълна лъжа" и аз я отхвърлям още веднъж тук. Нашата позиция относно Нагорни-Карабах е ясна и не е имало никакво отклонение от нея. Ние искаме проблема да бъде решен на основата на теритириалната цялост на Азербайджан. „Никога не сме предприемали действия, които могат да засегнат интересите на Азербайджан и няма и да го направим. Няма да настъпи нормализиране на отношенията докато окупацията не спре.“
Турските опозиционни партии отговориха положително на посещението като депутат от парламентарната група на Партията на националното действие
заяви:ж“Посещението беше изключително положително, защото прекъсна погрешната политика."
Ердоган летя до руския град Сочи на 16 май за „работна среща“ с руския министър-председател Владимир Путин, където заяви: „Турция и Русия са тези, които носят отговорност за региона. Ние трябва да предприемем стъпки към мира и благополучието на региона. Това включва Нагорно-Карабахския проблем, близко-източния въпрос и проблема с Кипър.“ Путин на свой ред отвърна:“Русия и Турция се стремят към разрешаването на подобни въпроси и ние ще улесним това по всякакъв начин, но относно сложни проблеми от миналото, какъвто е този в Нагорни-Карабах, трябва да се направи компромис от участниците в конфликта. Други държави, които помагат за постигането на такъв компромис могат да играят роля на посредници и гаранти за изпълняването на подписаните споразумения."

### Посещение на турския външен министър в Баку през 2009 г.
На 18 май в Баку, главният секретар на външното министерство на Швейцария Михаел Амбюл се срещна с азербайджанския външен министър Елмар Мамадяров за да обновят последната информация относно преговорите за разведряване на отношенията между Турция и Армения. Становището на Мамадяров бе:“След последните развития е невъзможно да се постигне напредък и да се поддържа сигурността и стабилността в региона без да се вземе под внимание позицията на Азербайджан и без да се намери решение на Нагорно-Карабахския проблем“.
Външният министър на Турция Давутоглу се срещна по странична линия с Мамадяров през месец Май по време на сесията на външните министри в рамките на върха на Организацията за ислямско сътрудничество и след това се изказа: „Ние ще се отправим към Баку с един и същ самолет. Получава се нещо като „Една държава, две нации, една нация, две делегации.“ и „Няма как да не се съгласим със забележките на президента Алиев, засягащи работата на Минската група. Никакъв напредък не е постигнат и е необходимо да избавим този въпрос от това да бъде в състояние на замразен конфликт. Турция ще продължи своите усилия“
На обща пресконференция на 26 май Давутоглу обяви: „Турция и Азербайджан не са само обикновени приятели, съседи и братски страни, а са едновременно и стратегически партньори. Един от основополагащите приоритети в турската външна политика е именно съществуващото стратегическо партньорство с Азербайджан и то е възприето от всеки един в Турция, независимо от политическото му мислене“ и „Hашето послание, насочено към факторите в региона и в частност към Армения е напълно отворено и ясно. Регионът трябва да бъде изчистен от окупацията, страха и напрежението." Маммадяров добави: „Ние обсъжадаме също и сътрудничество в областта на енергетиката, икономиката и културата. Нашите държави са подписали общо 150 документа и ние не желаем да спрем дотам докъдето сме достигнали“.

### Провал и отхвърляне на предоложения свободен визов режим между Азербайджан и Турция
Азербайджан се съгласи на свободен визов режим с Турция като едновременно с това и Иран посика същия за своята граница с Азербайджан. Иран също така заплаши, че ще прекъсне критичната връзка на доставки между Азербайджан и Нахичеванската автономна област, ако Азербайджан свали визовите изисквания за турски граждани, но не предостави същото преимущество и на иранските. Според азербайджански дипломати, предложения от Турция, свободен режим на преминаване е пропаднал вследствие на иранския натиск, а споразумението между Баку и Анкара е било отказано в последната минута. Дипломатите също така твърдят, че националните интереси на Азербайджан не позволяват политика на отворени граници с Иран, тъй като политическата нестабилност в страната може да накара много ирански, етнически азери да побягнат към Азербайджан. Поради тази причина, предложеният, свободен визов режим не би могъл да съответства и на иранската граница.

### Стратегическо партньорство 2010
През юни 2010 в Истанбул Азербайджан и Турция подписват ключово споразумение за пакет от въпроси, свързани с пренос на газ от Шах Дениз. Споразумението също така отваря и пътя за осигуряването на доставки по европейския газпровод Набуко. На 16 септември двете страни подписват договор за установяване на „Стратегически съвет за сътрудничество“ в Истанбул. През декември 2010 а Мили Меджлисът (Народното събрание на Азербайджан) одобрява Споразумение за стратегическо партньорство и взаимопомощ между Азербайджан и Турция. Споразумението съдържа 23 параграфа и пет глави: Военно-политически и въпроси на сигурността“, военно и военно-техническо сътрудничество, хуманитарни въпроси, икономическо сътрудничество и общи и заключителни разпоредби.